# Rudolf von Liebeherr
Karl Martin Rudolf von Liebeherr (* 25. September 1817 in Steinhagen; † 6. Januar 1900 in Havelberg) war ein preußischer Generalmajor.

## Leben

### Herkunft
Rudolf war ein Sohn des Gutsbesitzers Wilhelm von Liebeherr (1769–1842) und dessen Ehefrau Johanne Charlotte, geborene Haag (1782–1855). Sein Bruder Maximilian (1814–1896) war Kurator der Universität Rostock und Präsident des Oberlandesgerichts Rostock. Seine Schwester Thekla (1819–1891) war mit dem preußischen Generalmajor Karl von Brauchitsch verheiratet.

### Militärkarriere
Nach dem Besuch des Berliner Kadettenhauses wurde Liebeherr am 13. August 1835 als aggregierter Sekondeleutnant dem Kaiser Alexander Grenadier-Regiment der Preußischen Armee überwiesen und Mitte Februar 1837 in den Etat einrangiert. 1844 war er zur Gewehrfabrik in Potsdam und von April 1845 bis 1848 zur Schulabteilung des Lehr-Infanterie-Bataillons kommandiert. Bis Mai 1852 stieg Liebeherr zum Hauptmann und Kompaniechef auf. Daran schloss sich mit der Beförderung zum Major am 15. März 1859 eine Verwendung als zweiter Kommandeur des I. Bataillons im 1. Garde-Landwehr-Regiment an. Am 10. Mai 1860 wurde er als Bataillonsführer zum 1. kombinierten Garde-Infanterie-Regiment kommandiert, aus dem im Zuge der Heeresvermehrung Anfang Juli 1860 das 3. Garde-Regiment zu Fuß hervorging. Liebeherr erhielt das Kommando über das I. Bataillon und avancierte Ende September 1863 zum Oberstleutnant.
Unter Stellung à la suite seines Regiments wurde er am 3. April 1866 zum Kommandanten der Festung Küstrin ernannt. In dieser Stellung erhielt Liebeherr zwei Monate später den Charakter als Oberst und wurde am 22. März 1868 mit einem Patent zu seinem Dienstgrad als Kommandant nach Glogau versetzt. Liebeherr nahm am 12. November 1872 seinen Abschied, der ihm unter Verleihung des Charakters als Generalmajor mit Pension bewilligt wurde.

### Familie
Liebeherr hatte sich am 4. März 1859 in Gnemern mit Elisabeth Freiin von Meerheimb (1826–1907) verheiratet. Die Ehe blieb kinderlos.